# 竊盜統治
竊盜統治，又稱盜賊統治（英語：或）或盜國賊，政治學術語，指在某個政府中，某些統治者或統治階級利用擴張政治權力，侵占全體人民的財產與權利，增加自身的財產及權力。這通常被視為是政治腐敗造成。竊盜統治通常出現在威權主義政府中，特別是獨裁專政、寡頭統治以及軍事統治的政府中。
竊盜統治也可以指外来资本渗透进本国政府，从而秘密窃取该国的经济自主权，导致部分人民实质上被外国统治者控制，例如联合果品公司在危地马拉控制了经济命脉，被称为香蕉共和国。

## 定義
竊盜統治（英語：Kleptocracy）源自於希臘文字根，由「盜賊」（希臘語：κλέπτης，kleptēs）與「權力」或「統治」（希臘語：κράτος，kratos）所合併之詞，字面意思是由一群盜賊來統治人民。

## 例子
在马来西亚，第六任首相纳吉·阿都拉萨（2009-2018）在卷入一个马来西亚发展有限公司丑闻（1MDB）后被批评为盗贼统治。